# Sadao Shimizu
Sadao Shimizu　(jap. 清水 貞雄, Shimizu Sadao) ist ein ehemaliger japanischer Skispringer.

## Werdegang
Shimizu gewann bei den Winter-Asienspielen 1986 die Silbermedaille im Einzelspringen. Bei der Nordischen Skiweltmeisterschaft 1989 in Lahti sprang er von der Großschanze auf 84 und 74 Meter und erreichte damit den 54. Platz. Von der Normalschanze trat er nicht an. Gemeinsam mit seinen Teamkollegen Akira Higashi und Noriaki Kasai beendete er das Teamspringen als 15. und damit letzter.
Am 16. Dezember 1989 gab er in Sapporo sein Debüt im Skisprung-Weltcup. Jedoch blieb er dabei in seinem ersten Weltcup, wie auch am Folgetag ohne Chance auf Weltcup-Punkte. Dabei verpasste er jedoch die Punkteränge im zweiten Springen nur knapp um zwei Plätze. Ein Jahr später startete er an gleicher Steller noch einmal im Weltcup, sprang aber als 58. erneut der Weltspitze hinterher.